# Kamatanur, Hukeri
Kamatanur là một làng thuộc tehsil Hukeri, huyện Belgaum, bang Karnataka, Ấn Độ.